# Dyea
Dyea är en tidigare stad i Alaska i USA. Ett fåtal personer bor kvar i dalen, men staden är numera en övergiven spökstad. Dyea anlades på södra sidan om Chilkootpasset vid Taiya-floden i Skagway. Under guldrushen i Klondike i närliggande Yukonterritoriet anlände många förhoppningsfulla guldgrävare via dess hamn och nyttjade Chilkoot Trail, en handelsväg skapad av Tlingitfolket över kustbergen i området. Detta för att ta sig till guldfälten vid Dawson City i Yukon.
Den ökände svindlaren och gangstern Soapy Smith, med det fullständiga namnet Jefferson Randolph "Soapy" Smith II (född 1860, död 1898), sägs ha kontrollerat Dyea, liksom den närbelägna staden Skagway vid slutet av sin levnad.
Dyea övergavs när järnvägen drogs över White Pass Trail i stället för via Chilkoot Trail. Allt som nu finns kvar av staden är husgrunder och tre kyrkogårdar. På en av kyrkogårdarna har nästan alla gravstenarna samma datum, efter det snöskred som inträffade längs vandringsleden till Klondike. Dyea är numera skyddat inom ”Klondike Gold Rush National Historical Park”.

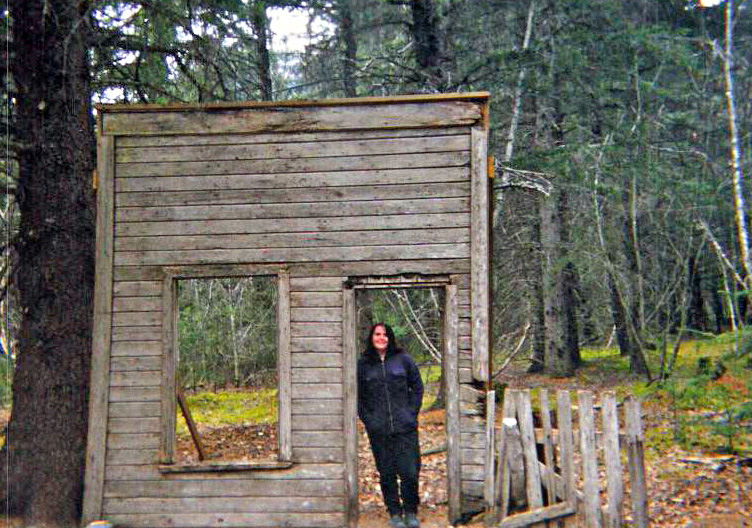
En vägg och ett litet staket är vad som återstår i konstruktionsväg av gamla Dyea idag.